# Cygnet River
Cygnet River är ett vattendrag i Australien. Det ligger i delstaten Tasmanien, i den sydöstra delen av landet, omkring 120 kilometer nordost om delstatshuvudstaden Hobart.
I omgivningarna runt Cygnet River växer huvudsakligen savannskog. Trakten runt Cygnet River är nära nog obefolkad, med mindre än två invånare per kvadratkilometer. Genomsnittlig årsnederbörd är 635 millimeter. Den regnigaste månaden är november, med i genomsnitt 107 mm nederbörd, och den torraste är augusti, med 32 mm nederbörd.